# Наборана ружа
Наборана ружа (Rosa rugosa) под овим научним називом описао ју је шведски природњак Тунберг (Carl Peter Thunberg, 1743-1828), у Murray, Syst. Veg., ed. 14. 473. 1784. који наводи јапанско име „раманас“ (вероватно погрешно написан назив „хаманас“), а стварно име које се користи за ову ружу у Јапану је хаманасу (ハマナス, обалска крушка) на катакани, или маи каи (玫瑰) на канџију. У Кини се назива чудесна ружа (玫瑰, меи гуи), на корејском је хаедангва (해당화), а у Русији Шипо́вник морщи́нистый (наборани шипак). Епитет врсте rugosa значи наборана.

## Опис врсте
Листопадни дуговечни жбун достиже висину 1,5-2 m, једна је од најснажнијих ружа. Робусни паперјасти изданци, 1-2 cm дебели, густо су покривени трновима неједнаке дужине, гранчице сомотасто длакаве; трнови густо распоређени, жућкасти, цилиндрични, прави, променљиве величине до 5 mm. Коренов систем врло разгранат.
Спирално распоређени, непарно перасти, листови дуги 5–13 cm са петељком, дебели; приперци срасли са петељком, слободни деo јајаст, абаксијално сомотасто длакави, руб жљездастодлакав, врх оштар; оса и дршке лиски сомотасти, понекад са неколико, кратких трнова; лиске 5–7 (–9), елиптичнe или елиптичнојајастe, 1,5–4,5 × 1–2,5 cm, абаксијално сомотасте, плавичастосиве, мрежасте, адаксијално тамнозелене, голе, сјајне, наборане због удубљених нерава, заобљене или широко клинасте основе, руб оштро назубљен, осим према основи, врх оштар или заобљен-туп.
Хермафродитни цветови појединачни, или по неколико заједно, интензивног мириса, са петочланим перијантом, љубичасторозе или бели (var. аlba Ware), пречника 5-8 cm; дршка 5-25 mm, сомотаста са жлездастим длакама; брактеје јајасте, абаксијално сомотасте, зашиљених врхова, рецептакулум го. Чашични листићи, јајастоланцетасти, дуги 2,5-3 cm, често слични листу, абаксијално сомотасти, адаксијално ређе обрасли, перасто режњевити, врхови заоштрени. Латице крунице, клинасте основе, усеченог врха, се преклапају. Стубићи слободни, слабо уочљиви, много краћи од прашника. Цвета обилно, маја-јуна; ентомофилна, самооплодна врста.
Збирни плод је у хипантијуму: шипак са много појединачних плодова - орашица, пљоснатолоптаст, гладак, сјајан, меснат, упадљиво крупан (пречника 2,5-3 cm), светло до тамноцрвен, јестив, са усправним чашичним листићима на врху; сазрева августа-септембра. Садржи значајну количину витамина С и каротина. Орашице, којих је 115.000–163.000 у килограму, расејавају птице или ситни сисари ендозоохорно, а у земљи може да опстане неколико година.

## Ареал
Од природе се јавља у северноситочној Азији (североисточна Кина, Jапан, Kореја и североисточни Сибир). У оквиру природног ареала насељава, обале, пешчане дине у близини мора, удаљена острва формирајући густе асоцијације са дрвенастим врстама до 100 m над морем. Oна је на природним стаништима угрожена брањем и чупањем, и према кинеској Црвеној књизи сврстана је међу 1.313 угрожених (EN) врста.
Проширила се на обале Северног и Балтичког мора, северозападну европску обалу Атлантика. Заступљена је у централној и источној Европи на ограниченим просторима. У последњих неколико деценија повећава се дистрибуција и величина популација на Британским острвима и у Немачкој. Ван природног ареала насељава ивице путева, косине око пруга, рудерална станишта, ивице обрадивих површина, градилишта и др. Подаци из Данске и северозападне Европе указују да нешто боље успева на стаништима са релативно ниском pH вредношћу земљишта.

## Биоеколошке карактеристике
Може да расте на заслањеним земљиштима. Појављује се на отвореним, сувим стаништима. Толерише земљишта са великим распоном pH вредности (од киселих до базних) као и нутритивно сиромашна земљишта, неповољне услове и градско загађење. Врло отпорна према хладноћи (отпорно до -50°C) и гљивичним обољењима. Најбоље резултате постиже на средње плодном тлу на пуном сунцу. Коренским изданцима образује веома густе формације.

## Значај
У Кини се R. rugosa гаји од 1100. године, када се за дворске даме припремала нека врста потпурија од латица помешаних са камфором и мошусом. У Уједињеном Краљевству гајена је крајем XVIII века под именом R. ferox, мада се не зна како и одакле је стигла. Ако је и била раширена у вртовима почетком XIX века, до 1870. године постаје ретка, јер када је представљена у то време, као R. regeliana била је прихваћена као новитет и убрзо постаје цењена због лепих листова, дугог периода цветања декоративних плодова и лакоће гајења. Речено је чак да је подстакла популарност једноцветајућих ружа, а затим је производња у расадницима прилично опала.
Данас налази примену као украсни жбун, медоносна врста и у оплемењивању ружа; у пејзажној архитектури, поред великих саобраћајница и у градовима. Користи се за контролу ерозионих процеса на обалама. Врста има велики економски значај као воћкарица као и у производњи вина. Екстракти цветова и плодова се користе у медицини.

### Инвазивност
Rosa rugosa је у Европу интродукована као орнаментална врста. Први подаци о интродукцији су из 1796. године, али је постала распрострањенија тек после 1845. У северној Европи проширила се у првој половини XX века, док је у Пољску интродукована тек 1960. године. У Немачкој је после 119 година од интродукције постала инвазивна у Брандербушкој области. Врста углавном колонизује песковите и шљунковите морске обале северне Европе док је у унутрашњости континента садња поред путева значајно допринела њеном ширењу. Често је сађена поред великих саобраћајница јер спада у ретке врсте које добро подносе повећане концентрације NaCl током зимских месеци. У 16 Европских земања регистрованa је као натурализована врста.
Неконтролисано се шири посебно на пешчаним динама где формира непроходне, густе, монопопулације потискујући природну вегетацију смањујући приступ светлости. Због присуства јаких трнова густи шибљаци могу бити опасни за кретање људи. Код хиперсензитивних особа полен и мирис могу да изазову алергијску реакцију. Код нас је ова врста веома витална у појасу храстова али је мало распрострањена и не испољава инвазивни карактер.
Мере контроле своде се на избегавање садње и коришћења ове врсте као подлоге при калемљењу. Методе биолошке контроле до сада нису описане. Врста је веома отпорна према гљивичним обољењима. Према литературним подацима организми који би могли потенцијално да се користе у биолошкој контроли су инсекти (Myzus japonensis, Amphorophora amurensis, Empoasca ussurica, Notocelia longispina, Diplolepis fukudae) и рђе (Phragmidium rosae-rugosae, P. yezoense). Уклањање чупањем је ефикасно у малим популацијама при чему коренови и ризоми мора да буду уклоњени да не би дошло до реколонизације. Окопавање и вађење биљака може бити комбиновано са применом хербицида. Препоручују се препарати на бази глифосата. На мањим површинама препарати се могу аплицирати четком док веће популације захтевају механизацију. Интензивна испашa може се применити на стаништима која су пре насељавања наборане руже коришћена за испашу. Козе су вероватно једине животиње чија испаша може бити ефикасна.

## Размножавање

### Генеративно размножавање
Природа дормантности, као и код осталих ружа, није до потпуности разјашњена па се препоручује топло-хладна стратификација. Температура и трајање топлог третмана су понекад важни. Топли претретман од 60 дана на 20°C пре 90 дана хлађења на 3°C повећао је клијавост у поређењу са стратификацијом без топлог третмана, али дуже стратификације смањиле су клијање. Огледи са експлатираним ембрионима показали су да ембрион није дормантан, док се у другим огледима ембрион активирао тек после 3-4 недеље хлађења.
Сетва у расаднику може се обавити у јесен на отвореном да зимски услови замене хладну стратификацију или у касно лето што је замена за топло-хладну стратификацију. За пролећну сетву, орашице морају да се стратификују или обраде на неки други начин. Препоручена дубина сетве је 5 до 10 mm.

### Вегетативно размножавање
Побадањем зрелих резница на отвореном без претходног калусирања уобичајена је метода у расадницима, посебно у производњи подлога Rosa rugosa ‘Scherpe Boskoop’. Резнице се узимају током децембра-јануара, озлеђују и побадају у растреситу земљу без претходног третмана фитохормонима. Сорта ‘Fru Dagmar Hastrup’ размножава се зеленим резницама узетим од јуна до септембра третираним са 0,5-1% IBA и пободеним у супстрат тресета и песка (2:1). 

## Унутарврсни таксони
Биљке интродуковане у Европу потичу из Јапана, где се R. rugosa дуго узгаја и селекционише и где су створене многе сорте различитих боја цветова, од гримизне до ружичасте и беле. У Кини ова врста има много широко гајених хортикултурних форми. Ниједна ружа се не укршта лакше са другим врстама рода, а ако је R. rugosa близу других ружа, обавезно даје спонтано хибридно потомство. За оплемењиваче, R. rugosa има важне особине, посебно велику издржљивост и листове отпорне на болести. Са вртним ружама има много хибрида. Већина ових хибрида су високо стерилни, изузетак је R. kordesii. 

### Унутарврсни клонови
- Rosa rugosa 'Alba'

Снажан стерилни жбун са ружичастим појединачним цветним пупољцима и потпуно белим цветовима, када се отворе. Порекло ове сорте је непознато; можда потиче од белоцветних садница из тотенхемског расадника Вер (Ware) које су тамо одгајане раних 1870-их.
- Rosa rugosa 'Rubra'

је снажан клон средње величине са бодљикавим стабљикама и сјајним, јако жилавим листовима који у јесен постају жути. Појединачни, тамноружичасти цветови пречника 9 cm су мирисни током лета, а у јесен формирају се велики гримизни шипкови.
- Rosa rugosa 'Scabrosa'

је робустан клон средње величине са мирисним, појединачним, пурпурно-гримизним цветовима (12 cm) током лета и у јесен и крупним плодовима у облику парадајза. 
- Rosa rugosa 'Henry Hudson'

има спљоштене, симетричне, полупуне, беле цветове који миришу на каранфилић. Густи, тамнозелени листови чине прикладну позадину за црвенкасте пупољке ове сорте и крембеле цветове. Цветови по прецветавању не изгледају лепо, па је потребно њихово уклањање.
- Rosa rugosa 'Fru Dagmar Hastrup'

клон са дугим, зашиљеним, интензивно ружичастим пупољцима који се отварју у појединачне, просте, ружичасте цветове, са латицама нежних нерава. Крајем лета појављују се велики, тамноцрвени плодови заједно са касним цветовима. Синтетисан у Данској 1874.
- Rosa rugosa 'Agnes'

једна је од ретких жутих сорти ругозе, чији листови и целокупни облик представљају најфиније атрибуте ругозе. Поновљено цветање и диван мирис даје овој селекцији старомодни аспект. Боја цвета се донекле мења са температуром: на хладним температурама цветови су боје кајсије, али са повећавањем температуре постају нежно жути.
Познатији клонови су и ‘Roserae de l’Hay’ (дуплих, љубичастих цветова), ‘Pink Grootendorst’ (простих, ружичастих, изгужваних цветова), ‘Vanguard’ (пузава са великим наранџастим, дуплим цветовима), ‘Blanc Double de Coubert’ (дуплих, белих цветова), ‘Delicata’ (полупуних, ружичастих цветова), ‘Fimbriata’ (дуплих, ружичастих, изгужваних цветова), ‘Mrs Anthony Waterer’ (полупуних, црвених цветова), ‘Sarah van Fleet’ (полупуних, ружичастих цветова)…

### Међуврсни клонови и хибриди
- Rosa 'Calocarpa'

међуврсни клон (R. rugosa × R. indica) са гранама тањим него код R. rugosa, скупинама јаркоцрвених, простих, мирисних цветова током дужег периода и лоптастим, гримизним плодовима широким 2 cm, окруњених чашицом. Селекција Брујана од Поатјеа (Bruant а Poitiers), комерцијализована око 1891. 
- Rosa 'Hollandica'

Овај хибрид је настао око 1888. године из семена Rosa rugosa у расаднику ружа Јана Спека у Боскопу. Спек је написао да су R. majalis и R. multiflora били близу матичне биљке, али није сигурно да је једна од ове две врсте други родитељ. Rosa ‘Hollandica’ се често користи као подлога за вртне руже посебно за стаблашице, а може преживети деценијама дуже од сорте која је на њој калемљена. Једна од селекција је и Rosa rugosa ‘Scherpe Boskoop’.
- Rosa × iwara Sieb. ex Reg.

(Syn. R. yesoensis (Franch. et Sav.) Makino, R. iwara var. yesoensis Franch. et Sav) природни хибрид између R. rugosa и R. multiflora, са интермедијерно наслеђеним родитељским особинама које овај хибрид орнаментално не истичу више од родитеља.
- Rosa × jacksonii E.Willm.

(R. rugosa × R. wichuraiana) укрштање извршено у Арнолд арборетуму крајем XIX века. Клонови овог хибрида су ‘Lady Duncan’ и ‘Max Graf’.
- Rosa kordesii H. D. Wulff

Родитељ ове руже је Rosa × jacksonii ‘Max Graf’. Чувени немачки оплемењивач ружа Кордес (Wilhelm Kordes) уочио је 1919. потенцијал овог клона као родитеља, али је он био стерилан. Међутим, добијена су два клијава семена од којих је један клијавац био фертилан, а цитогенетским истраживањем утврђено је да је у питању тетраплоид. Он је добио назив R. Kordesii 1951. године и послужио је Кордесу за групу поновљеноцветајућих пузавица сјајних листова отпорних на болести.